# Radio (Robbie Williams)
Radio è un brano musicale del cantante inglese Robbie Williams, uscito come primo singolo della sua raccolta Greatest Hits pubblicata nel 2004.

## Tracce
European CD Single
1. "Radio" - 3:52
2. "Radio" [Maloney Mix] - 5:41

International CD Maxi
1. "Radio" - 3:52
2. "Northern Town" - 4:02
3. "Radio" [Sam La More Jumpin' Radio Mix] - 4:47

UK DVD
1. "Radio" Music Video
2. "1974" Audio
3. "Radio" [Massey Mix] Audio
4. "Radio" Making Of The Video & Photo Gallery

UK 12"
1. "Radio" [Maloney Mix] - 5:41
2. "Radio" [Sam La More Jumpin' Radio Mix] - 4:47
3. "Radio" [Sam La More Thumpin Club Dub] - 5:53
4. "Radio" [Massey Mix] - 6:33

## Classifiche
| Classifica (2004) | Posizione massima |
| ----------------- | ----------------- |
| Australia         | 12                |
| Austria           | 3                 |
| Belgio (Fiandre)  | 28                |
| Belgio (Vallonia) | 33                |
| Danimarca         | 1                 |
| Europa            | 1                 |
| Finlandia         | 16                |
| Francia           | 48                |
| Germania          | 2                 |
| Irlanda           | 6                 |
| Italia            | 2                 |
| Norvegia          | 8                 |
| Paesi Bassi       | 9                 |
| Regno Unito       | 1                 |
| Spagna            | 4                 |
| Svezia            | 22                |
| Svizzera          | 14                |